# Цкруті
Цінубані (груз. წყრუთი) — село в Грузії.
За даними перепису населення 2014 року в селі проживає 1056 осіб.